# Vojmilovići
Vojmilovići (Servisch cyrillisch Војмиловићи) is een plaats in de Servische gemeente  Raška. De plaats telt 135 inwoners (2002).